# Matilde Malenchini

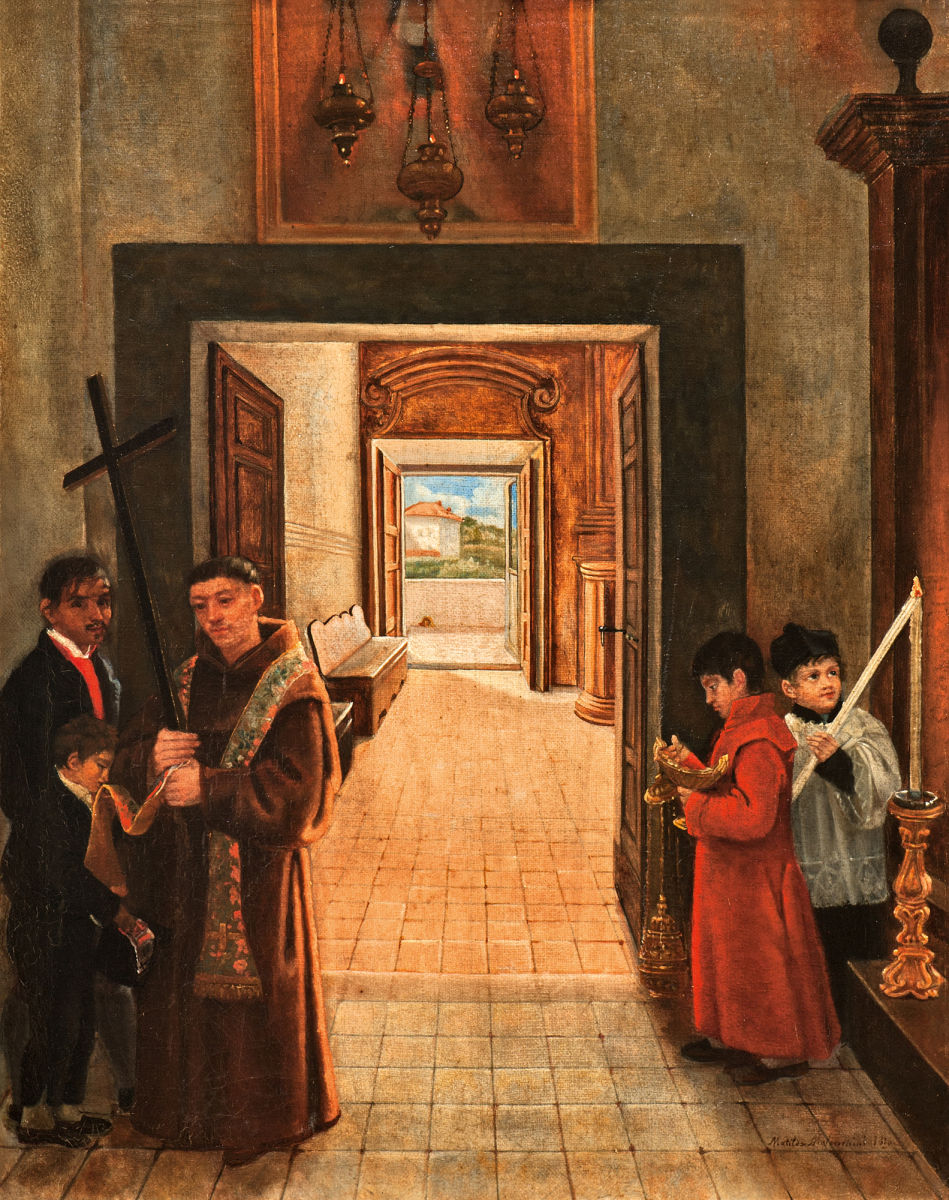
"Chiostro" di Matilde Malenchini. 1819

Matilde Malenchini, nata Matilde Meoni (Livorno, 3 dicembre 1779 – Fiesole, 8 settembre 1858), è stata una pittrice italiana.

## Biografia
Nasce a Livorno da Luigi Meoni e Francesca Ferrandi. Il 22 novembre 1796 sposa il livornese Vincenzo Francesco Malenchini, ma presto si separeranno. Manterrà comunque il cognome del marito fino alla morte. Nel 1807 si iscrive all'Accademia delle belle arti di Firenze e studia pittura sotto la guida di Pietro Benvenuti. Tra il 1807 e il 1811, per esercitarsi, e anche per il proprio sostentamento, copia ritratti e soggetti di artisti del XVII secolo, tra loro Rubens, Guido Reni, e i fiamminghi Sustermans e Pieter van Slingelandt, presenti nella Galleria degli Uffizi.
Insieme ad altri 63 artisti viventi, nel novembre 1809 partecipa in Campidoglio a una prima grande mostra internazionale dove espone sette ritratti di italiani famosi. Con lei altre cinque donne: la miniaturista fiorentina Bianca Boni, le pittrici, Hortense Lescot, Maria Cecconi, Rosa Mezzera e la scultrice Saveria De Simoni. Il critico Giuseppe Tambroni definisce "prezioso" il loro lavoro, e riconosce alla Malenchini "una notevole competenza".
Nel 1811 ottiene dalla granduchessa di Toscana Elisa Bonaparte una pensione quadriennale (in seguito le verrà più volte rinnovata e trasformata "a vita" nel 1844), per approfondire lo studio della pittura a Roma, alla Pontificia Accademia romana delle belle arti di San Luca.
Nel corso della sua vita frequenterà circoli artistici e intellettuali a Roma, Firenze e Bruxelles.

### A Roma
Gli anni trascorsi a Roma sono i più produttivi e fertili di tutta la sua carriera.
Entra in contatto con un moderno e stimolante ambiente che le permette di ampliare i propri orizzonti artistici. Stringe intensi rapporti con la colta comunità francese della città, in particolare con il governatore degli Stati Pontifici, il generale Sextius Alexandre François de Miollis, raffinato collezionista e estimatore delle arti e delle scienze.
Miollis sarà il più importante collezionista della Malenchini, con un totale di diciotto opere possedute, raccolte in un catalogo pubblicato nel 1814. Grazie a Miollis, riesce ad ottenere uno spazio/studio all'interno del convento di Trinità dei Monti.
Inizia a dipingere interni di chiese e conventi, sull'esempio di François Marius Granet, iniziatore di questo particolare genere, e di Jean-Auguste-Dominique Ingres, entrambi a Roma, studenti presso l'Accademia di Francia in Villa Medici.
Frequenta anche altri studenti borsisti provenienti dall'Accademia di belle arti di Parigi; fra loro Pierre-Athanase Chauvin, Martin Verstappen, Joseph Charles de Meulemeester, Joseph-François Ducq, Bertel Thorvaldsen; e anche artisti italiani come Antonio Canova, Vincenzo Camuccini, Niccola Monti e altri.
Continua a dipingere ritratti insieme a scene di interni. Nel 1815 viene nominata professoressa accademica di merito all'Accademia di San Luca.
Lo stesso anno Vincenzo Camuccini dipinge un suo ritratto, una tela di 61 × 49 cm, che poi donerà all'Accademia stessa trent'anni più tardi.  (immagine) (JPG).

Un'ulteriore prova della grande stima di cui gode, si può trovare nelle parole di Antonio Canova, che nel 1816, già nominato direttore (principe) dell'Accademia, intercede presso il Granduca di Toscana Ferdinando III allo scopo di ottenere un aumento di almeno 20 scudi sulla modesta pensione a lei assegnata: 
(Antonio Canova)
Su consiglio dello stesso Canova, per favorire una risposta positiva, la Malenchini invia al Granduca un dipinto in dono: Interno di un conservatorio. Grazie anche all'interessamento di Ottavia Odescalchi Rospigliosi, riceverà l'aumento, ma di soli 7 scudi.

#### Louis De Potter
Fra gli illustri artisti e i numerosi intellettuali la Malenchini incontra il famoso scrittore belga Louis De Potter con il quale inizia un'intensa e lunga relazione. Durante la loro convivenza romana nel Palazzo Malaspina condividono l'abitazione con il pittore François-Joseph Navez dal 1817 al 1819.
Per ottenere l'annullamento del precedente matrimonio della donna e poterla quindi sposare, lo scrittore e politico belga si rivolge ad alcune persone della Curia romana; probabilmente lo avrebbe ottenuto, ma la diffusione del proprio scritto "Vie et mémoires de Scipion de' Ricci" (pubblicato poi nel 1825), accompagnato da documenti sugli scandalosi processi contro monache e frati, lo mette in cattivissima luce e quindi al bando da Roma; la stessa Malenchini, che pubblicamente lo sostiene e ne difende l'opera, ha problemi con la polizia sia papale sia toscana; anche lei diventa chiaramente persona non grata a Roma. In futuro, dopo il 1830, vi tornerà solo sporadicamente e non senza difficoltà, in quanto sia l'autorità pontificia sia quella granducale saranno restie a concederle il visto. I riferimenti alle sue rare visite romane compaiono nelle lettere all'amico Giuseppe Gioachino Belli.
Nonostante tutto nel 1834 entra a far parte della Congregazione dei Virtuosi al Pantheon.

In un rapporto della polizia di quel periodo, viene descritta come pittrice, abile anche nel suono dell'arpa. 

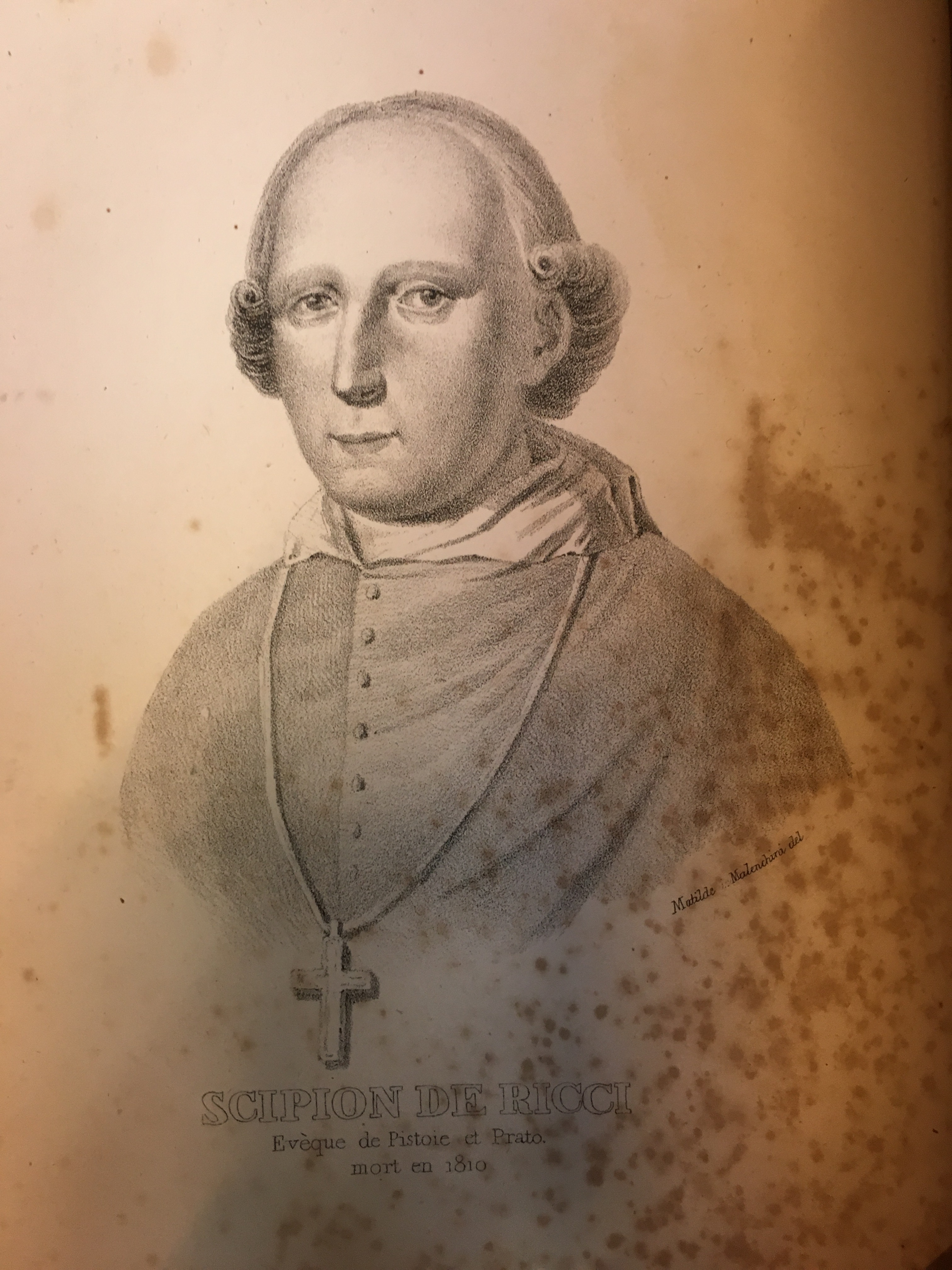
Ritratto di Scipione De Ricci

### A Firenze
Costretti a lasciare Roma, si trasferiscono a Firenze nel 1820; qui iniziano a frequentare il Gabinetto Vieusseux. Il 26 settembre 1821 Matilde viene nominata professore onorario dell'Accademia delle belle arti di Firenze.
De Potter è costretto a tornare a Bruges nel 1823, al capezzale dell'anziano padre. Durante la sua assenza la pittrice realizza il dipinto Interno di San Miniato al Monte, con cui partecipa ad una mostra all'Accademia; l'opera riscuote grande apprezzamento da parte del Granduca che lo acquista.

### In Belgio
Nel 1824, dopo la morte del padre, De Potter si trasferisce da Bruges a Bruxelles e invita Matilde a raggiungerlo. La loro casa diventa un luogo di incontro per gli italiani di passaggio nei Paesi Bassi e per i rifugiati politici. Insieme al pittore Navez, conosciuto a Roma, organizzano corsi di pittura a cui partecipano numerosi allievi, alcuni dei quali poi diventati famosi.
De Potter nel 1825 entra nella redazione del quotidiano liberale Le Courrier des Pays-Bas, dalle cui pagine scaglia la sua verve di polemista contro il clero cattolico, l'aristocrazia e il governo di Guglielmo I. Uno dei suoi articoli del 1828 diventa un violento opuscolo contro i ministri del re. Per questo e altri scritti viene condannato alla detenzione di mesi 18, a una multa di 1000 fiorini e successivamente all'esilio di 8 anni. Dopo il processo, la prigione e l'esilio, diventerà l'uomo più popolare in Belgio.
Nel giugno 1825 la Malenchini soggiorna a Londra, poi a Parigi, infine fa ritorno in Toscana. De Potter, non potendola sposare, decide di interrompere la relazione. Per lei è un duro colpo, farà del tutto per tornare accanto a lui in Belgio; tentano di convincerlo a tornare sui suoi passi il Vieusseux, il poeta Niccolini, il Passerini di Cortona, ma ormai la decisione sembra definitiva. Così la turbolenta storia d'amore si interrompe nel 1826. Un anno più tardi De Potter sposerà Sophie van Weydeveldt, più giovane di venti anni, e avranno quattro figli.

Riconoscendo il danno creato alla Malenchini, che per averlo difeso e sostenuto non trova più appoggi, né a Roma né a Firenze, e si trova in grave difficoltà economica, decide di assegnarle una pensione annua di 1200 franchi. Nei suoi Souvenirs così scrive: 
(Louis De Potter)

### Gli ultimi anni
Matilde resta in Toscana fra Livorno e Firenze.

Nel 1827 espone a Livorno un Ritratto delle granduchesse di Sassonia, esegue vari ritratti femminili e dipinge un Interno del duomo di Pisa.
Accetta la rendita che De Potter vuole donarle. Ne segue da lontano le vicissitudini giudiziarie e l'esilio. Il suo profondo rammarico per la fine della relazione emerge nella corrispondenza con Gian Pietro Vieusseux, dove si legge quanto il suo supporto agli ideali liberali di De Potter non avesse mai vacillato, nonostante i notevoli problemi subiti di conseguenza.
Solo molti anni più tardi, in occasione della morte prematura del figlio secondogenito, Eleuthère De Potter, morto a Pisa nell'estate 1854, gli scriverà un'affettuosa lettera, rivivendo con tenerezza, a trent'anni di distanza, il sentimento che l'aveva fatta palpitare e sperare.
Trascorre gli ultimi anni in solitudine, mantenendo contatti epistolari con De Potter.

Quasi ottantenne è protagonista di un tragico evento: nel 1855 è accusata di aver spinto giù dalla finestra la giovane donna di servizio, sorpresa a rubare. Difesa da Vincenzo Salvagnoli, viene condannata a tre anni e mezzo di detenzione, sentenza annullata in appello nel dicembre 1855, ma poi di nuovo confermata in Cassazione nel 1857. In questo periodo, ispirata dalle proprie vicende giudiziarie, dipinge una delle ultime opere: Il carcere di Firenze.

## Opere
(elenco non esaustivo)
- Ritratto di Madame Le Bon, 1813 (olio su tela, 60 × 46 cm). Il soggetto è un membro della nuova aristocrazia napoleonica residente a Roma, una giovane donna in abito blu e scialle rosso indiano. Datato e firmato in basso a sinistra: "Mr. Malenchini Roma". In una vecchia etichetta sul retro: "Ritratto realizzato a Roma nel 1813 di B [...] Le Bon nata a Phalsbourg il 23 marzo 1768 morta a Nanterre nei pressi di Parigi il 22 marzo 1842". Francia, collezione privata[16] (immagine) (JPG).
- Interno di un conservatorio, 1815 ca. (olio su tela 76 × 100 cm restaurato nel 1972), inviato in dono a Sua Altezza Imperiale il gran duca di Toscana Ferdinando III nel marzo 1816. Firenze, Galleria d'Arte Moderna di Palazzo Pitti  (immagine) (JPG) (archiviato dall'url originale il 2 giugno 2016).
- Chiostro, 1819 (olio su tela, 47 × 37 cm)
- Ritratto di Scipione de Ricci, inserito nel testo di  Louis De Potter, Vie de Scipion De Ricci, évêque de Pistoie et Prato, Bruxelles, H. Tarlier, libraire-éditeur, 1825. e usato come immagine di copertina nell'edizione del 1826 edita da J. Tastu a Parigi[17]
- Interni di San Miniato al Monte, 1823. (olio su tela 90 × 74 cm restaurato nel 1976). Firenze, Galleria d'Arte Moderna di Palazzo Pitti
- Alexandrine de Bleschamp (seconda moglie di Lucien Bonaparte) prega nella chiesa Collegiata di Canino con i suoi figli Charles-Lucien e Letizia,  (immagine) (JPG).
- Autoritratto di Matilde Malenchini Meoni mentre ritrae Louis de Potter,1820. (olio su tela, 61 × 48 cm) Bruges, collezione privata  (immagine) (JPG). URL consultato il 6 maggio 2016 (archiviato dall'url originale l'11 giugno 2016).
- Ritratto di Louis de Potter in biblioteca, (olio su tela 61 × 50 cm). Probabilmente ritratto all'interno della biblioteca del vescovo Scipione de Ricci. De Potter è rappresentato con una penna in mano, seduto accanto al busto di Luciano di Samosata. Groeningemuseum Brugge.  (immagine) (JPG). URL consultato il 6 maggio 2016 (archiviato dall'url originale il 3 giugno 2016).
- Una delle funzioni di Sua Santità nella Cappella Sistina del Giovedì santo, dipinto commissionato da Sua Maestà la Regina Reggente d'Etruria Maria Luisa di Borbone-Spagna. Nel dipinto si riconoscono ritratti alcuni artisti amici della pittrice: Canova, Camuccini e lo scultore danese Thorvaldsen. Roma, collezione privata[18].
- La cucina delle monache del convento di Tor de' Specchi[19]
- Ritratto di Papa Pio VII
- Ritratto delle granduchesse di Sassonia, 1824
- Interno di casa rustica con camino acceso (Disperso)[4]
- Interno della Primaziale di Pisa
- Interno della cucina di un monastero (Disperso)
- Fanciulla alla finestra, 1825, eseguito a Parigi, copia da Jan Victoors conservato al Louvre, (olio su tela, 96 × 80 cm) Firenze, Galleria d’Arte Moderna di Palazzo Pitti[20]
- Il carcere di Firenze, 1856 ca. Dipinto durante l'iter processuale

## Matilde Malenchini nei musei
- Galleria d'Arte Moderna di Palazzo Pitti, Firenze
- Groeningemuseum, Brugge